# 水碓子 (臺灣)
水碓子，原寫為水碓仔，是新北市淡水區的一個地名，位於該區西南部，範圍大致包括新春里不含北端、新民里、新興里、新義里、協元里東部、水碓里、北投里西南端及南端、正德里南部、北新里不含北端、水源里最西端一小塊地。

## 歷史
台灣清治末期至日治前期，水碓子地區為一街庄，稱為「水碓仔庄」，隸屬於芝蘭三堡。該庄北與林仔街庄、北投仔庄為鄰，東南與庄仔內庄為鄰，南邊為滬尾街，西邊為大庄埔庄。
1901年（日治明治三十四年）11月，該庄隸屬於臺北廳，編入第二十五區。1906年（明治三十九年）1月，第二十五區、二十七區的部分街庄與第二十八區的全部街庄合併為「興化店區」，該庄屬之。1920年（大正九年），該庄改制並改名為「水碓子」大字，隸屬於臺北州淡水郡淡水街。
戰後淡水街改制為淡水鎮，隸屬於臺北縣，大字亦改制為里。2010年12月，臺北縣升格為新北市，淡水鎮亦改制為淡水區。

## 交通
省道台2乙線經過水碓子地區南端邊界處，往西北轉東北可於林子接台2線主線，再往北可前往三芝、石門、金山、萬里、基隆等地；台2乙線往東南可前往北投、士林、台北市區，亦可接洲美快速道路、環河南北快速道路快速進入台北市區。省道台2線經過本地區東北部，往西北轉北可於林子接上台2乙線，往東南亦可於竿蓁林南部邊界接上台2乙線。
市道101號經過本地區東部，往東北轉北可前往三芝，往南可前往淡水市區。

## 學校
- 正德國中
- 淡水國小（大部分）
- 新興國小

## 廟宇
- 二號橋石頭公